# Macroglossum sylvia
Macroglossum sylvia là một loài bướm đêm thuộc họ Sphingidae, chi Macroglossum.